# Gaspard de Daillon du Lude
Gaspard de Daillon du Lude né à Paris vers 1602 et mort le 25 juillet 1676 est un prélat catholique français, évêque d'Agen puis évêque d'Albi pendant 42 ans.

## Biographie
Gaspard de Daillon du Lude est le fils de François de Daillon, comte du Lude est abbé commendataire de l'abbaye des Châtelliers. À la mort de son oncle René de Daillon du Lude en 1600, il lui succède comme prieur commendataire du prieuré de Château-l'Hermitage. 
Il est nommé évêque d'Agen par Louis XIII de 1631 à 1635 et consacré par l'archevêque de Paris. Il introduit les Carmélites dans sa cité épiscopale et les pères de la mission à Sainte-Livrade-sur-Lot. 
Il est ensuite transféré à l'évéché d'Albi en 1634 afin de remplacer l'évêque déchu Alphonse II d'Elbène, mais il ne reçoit sa confirmation pontificale que le 28 janvier 1636. Gaspard du Lude est le dernier évêque d'Albi, avant l'érection de l'évêché en archevêché. Il fait construire le château du Petit Lude, et laisse à la ville d'Albi nombre d’œuvres d'art et de livres qui enrichissent aujourd'hui les musées et la bibliothèque municipale.
Il meurt le 25 juillet 1676.